# Campionato sudamericano maschile under 20 di calcio 1992
Il Campionato sudamericano di calcio Under-20 1992, 16ª edizione della competizione organizzata dalla CONMEBOL e riservata a giocatori Under-20, è stato giocato in Colombia. Le tre migliori classificate si sono qualificate per il Campionato mondiale di calcio Under-20 1993.

## Partecipanti
Partecipano al torneo le rappresentative 8 delle 10 associazioni nazionali affiliate alla Confederación sudamericana de Fútbol; difatti, il Venezuela under 20 non partecipa, mentre l'Argentina under 20 è sospesa dalla FIFA:
| - Bolivia under 20 - Brasile under 20 - Cile under 20 - Colombia under 20 |  | - Ecuador under 20 - Paraguay under 20 - Perù under 20 - Uruguay under 20 |

## Città
La Federazione calcistica colombiana scelse come luogo deputato a ospitare la manifestazione la sola città di Medellín.

## Formato

### Fase a gironi
Le 8 squadre partecipanti alla prima fase sono divise in due gruppi da cinque ciascuno e si affrontano in un girone all'italiana con gare di sola andata. Passano al secondo turno le prime due classificate in ogni gruppo.
In caso di arrivo a pari punti in classifica, la posizione si determina seguendo in ordine:
- Differenza reti;
- Numero di gol realizzati;
- Risultato dello scontro diretto;
- Sorteggio.

## Fase a gironi
Legenda
|  | Qualificata alla fase successiva |

### Gruppo A
| Squadra           | P.ti | G | V | P | S | GF | GS | DR |
| ----------------- | ---- | - | - | - | - | -- | -- | -- |
| Colombia under 20 | 5    | 3 | 2 | 1 | 0 | 4  | 1  | +3 |
| Uruguay under 20  | 5    | 3 | 2 | 1 | 0 | 4  | 1  | +3 |
| Cile under 20     | 2    | 3 | 1 | 0 | 2 | 2  | 2  | 0  |
| Perù under 20     | 0    | 3 | 0 | 0 | 3 | 2  | 8  | -6 |

| Arbitro: | Marsiglia |

|                                |           |           |
| Quintero 17’ 31’ L. Moreno 44’ | Marcatori | 7’ Dávila |

| Arbitro: | Cerdeira |

|              |           |  |
| Traversa 15’ | Marcatori |  |

| Arbitro: | Velásquez |

|                       |           |        |
| Correa 6’ Márquez 18’ | Marcatori | Dávila |

| Medellín 20 agosto 1992                        | Colombia  | 1 – 0 referto | Cile | Stadio Atanasio Girardot |
| \| \| \| \| \| González 82’ \| Marcatori \| \| |           |               |      |                          |
|                                                |           |               |      |                          |
| González 82’                                   | Marcatori |               |      |                          |

| Medellín 22 agosto 1992 | Cile | 2 – 0 | Perù | Stadio Atanasio Girardot |

| Medellín 23 agosto 1992 | Colombia | 0 – 0 | Uruguay | Stadio Atanasio Girardot |

### Gruppo B
| Squadra           | P.ti | G | V | P | S | GF | GS | DR |
| ----------------- | ---- | - | - | - | - | -- | -- | -- |
| Brasile under 20  | 6    | 3 | 3 | 0 | 0 | 4  | 0  | +4 |
| Ecuador under 20  | 3    | 3 | 1 | 1 | 1 | 5  | 4  | +1 |
| Paraguay under 20 | 3    | 3 | 1 | 1 | 1 | 3  | 2  | +1 |
| Bolivia under 20  | 0    | 3 | 0 | 0 | 3 | 1  | 7  | -6 |

| Medellín 17 agosto 1992, ore 16:35                         | Paraguay  | 1 – 1 referto | Ecuador | Stadio Atanasio Girardot |
| \| \| \| \| \| Luraghi 8’ \| Marcatori \| 3’ Echevarría \| |           |               |         |                          |
|                                                            |           |               |         |                          |
| Luraghi 8’                                                 | Marcatori | 3’ Echevarría |         |                          |

| Arbitro: | Nieves |

|            |           |  |
| Magrão 15’ | Marcatori |  |

| Medellín 21 agosto 1992, ore 18:35                        | Paraguay  | 2 – 0 referto | Bolivia | Stadio Atanasio Girardot |
| \| \| \| \| \| Fleitas 33’ Esteche 66’ \| Marcatori \| \| |           |               |         |                          |
|                                                           |           |               |         |                          |
| Fleitas 33’ Esteche 66’                                   | Marcatori |               |         |                          |

| Arbitro: | Tejada |

|                       |           |  |
| Magrão 4’ Adriano 90’ | Marcatori |  |

| Medellín 23 agosto 1992, ore 14:35                                                          | Ecuador   | 4 – 1 referto | Bolivia | Stadio Atanasio Girardot |
| \| \| \| \| \| Caicedo 3’ Franklin 13’ Torres 36’ Hurtado 48’ \| Marcatori \| 90’ Moreno \| |           |               |         |                          |
|                                                                                             |           |               |         |                          |
| Caicedo 3’ Franklin 13’ Torres 36’ Hurtado 48’                                              | Marcatori | 90’ Moreno    |         |                          |

| Medellín 23 agosto 1992, ore 16:35            | Brasile   | 1 – 0 referto | Paraguay | Stadio Atanasio Girardot |
| \| \| \| \| \| Adriano 87’ \| Marcatori \| \| |           |               |          |                          |
|                                               |           |               |          |                          |
| Adriano 87’                                   | Marcatori |               |          |                          |

## Fase finale
| Squadra           | P.ti | G | V | P | S | GF | GS | DR |
| ----------------- | ---- | - | - | - | - | -- | -- | -- |
| Brasile under 20  | 5    | 3 | 2 | 1 | 0 | 3  | 0  | +3 |
| Uruguay under 20  | 4    | 3 | 1 | 2 | 0 | 3  | 1  | +2 |
| Colombia under 20 | 2    | 3 | 0 | 2 | 1 | 0  | 1  | -1 |
| Ecuador under 20  | 1    | 3 | 0 | 1 | 2 | 1  | 5  | -4 |

| Medellín 26 agosto 1992 | Colombia  | 0 – 0 referto | Ecuador | Stadio Atanasio Girardot (19.000 spett.)\| Arbitro: \| Velásquez \| |
| Arbitro:                | Velásquez |               |         |                                                                     |

| Medellín 26 agosto 1992 | Brasile  | 0 – 0 referto | Uruguay | Stadio Atanasio Girardot (19.000 spett.)\| Arbitro: \| Guerrero \| |
| Arbitro:                | Guerrero |               |         |                                                                    |

| Arbitro: | Peña |

|            |           |  |
| Yan Magrão | Marcatori |  |

| Medellín 28 agosto 1992 | Colombia | 0 – 0 referto | Uruguay | Stadio Atanasio Girardot (10.000 spett.)\| Arbitro: \| Tejada \| |
| Arbitro:                | Tejada   |               |         |                                                                  |

| Medellín 30 agosto 1992                          | Uruguay   | 3 – 1 referto | Ecuador | Stadio Atanasio Girardot (12.000 spett.) |
| \| \| \| \| \| Correa \| Marcatori \| Caicedo \| |           |               |         |                                          |
|                                                  |           |               |         |                                          |
| Correa                                           | Marcatori | Caicedo       |         |                                          |

| Arbitro: | Vélez |

|          |           |  |
| Maurício | Marcatori |  |

## Classifica marcatori
| Gol |  |  | Giocatore       | Squadra          |
| --- |  |  | --------------- | ---------------- |
| 5   |  |  | Fernando Correa | Uruguay under 20 |